# Bogdan Mrčenko
Bogdan Mrčenko, slovenski partizan, politik, * 25. november 1924, Ljubljana, † ?.
Kot pripadnik 13. slovenske narodnoosvobodilne brigade je bil eden izmed odposlancev, ki so se udeležili Zbora odposlancev slovenskega naroda v Kočevju.